# Route nationale 421
Pour les articles homonymes, voir Route 421.
La route nationale 421 ou RN 421 était une route nationale française reliant l'A21 à la RN 43, dans la commune de Cantin, au sud de Douai. Elle a été déclassée en RD 621.
Ce tracé devait à l'origine faire partie de l'autoroute C26 ou « Rocade Minière »,,, qui devait relier l'A26 à la RN 45 au droit d'Auberchicourt. Cependant, la RN 421 ne fut jamais intégrée à l'A21 (nouveau nom de la C26 après l'interdiction d'autres lettres que le A pour désigner des autoroutes), et resta au statut de simple voie express, à 2 × 1 voies ou à 2 + 1 voies, et ne fut pas continuée au-delà de la RN 43 au droit de Férin.
En 2009, l'A21 absorba la route nationale 455, voie express qui la prolongeait depuis 1993 jusqu'à l'A2 à Douchy-les-Mines. Le terme de « Rocade Minière » est depuis utilisé pour désigner l'A21 prolongée et la RD 301 qui la prolonge vers Calonne-Ricouart, et plus pour la RN 421 devenue RD 621.[réf. nécessaire]

## De l'A21 à la RN 43 (RD 621)
- Échangeur entre A 21 et RD 621
- RD 643 : Flers-en-Escrebieux, Cuincy, Douai
- D 425 : Lambres-lez-Douai, Brebières, Arras
- RD 650 : Brebières, Cuincy, Arras
- RD 650 : Lambres-lez-Douai, Douai
- D 25 : Bapaume,Dechy, Sin-le-Noble, Valenciennes, Tournai
- Giratoire avec la RD 643

## Galerie d'images

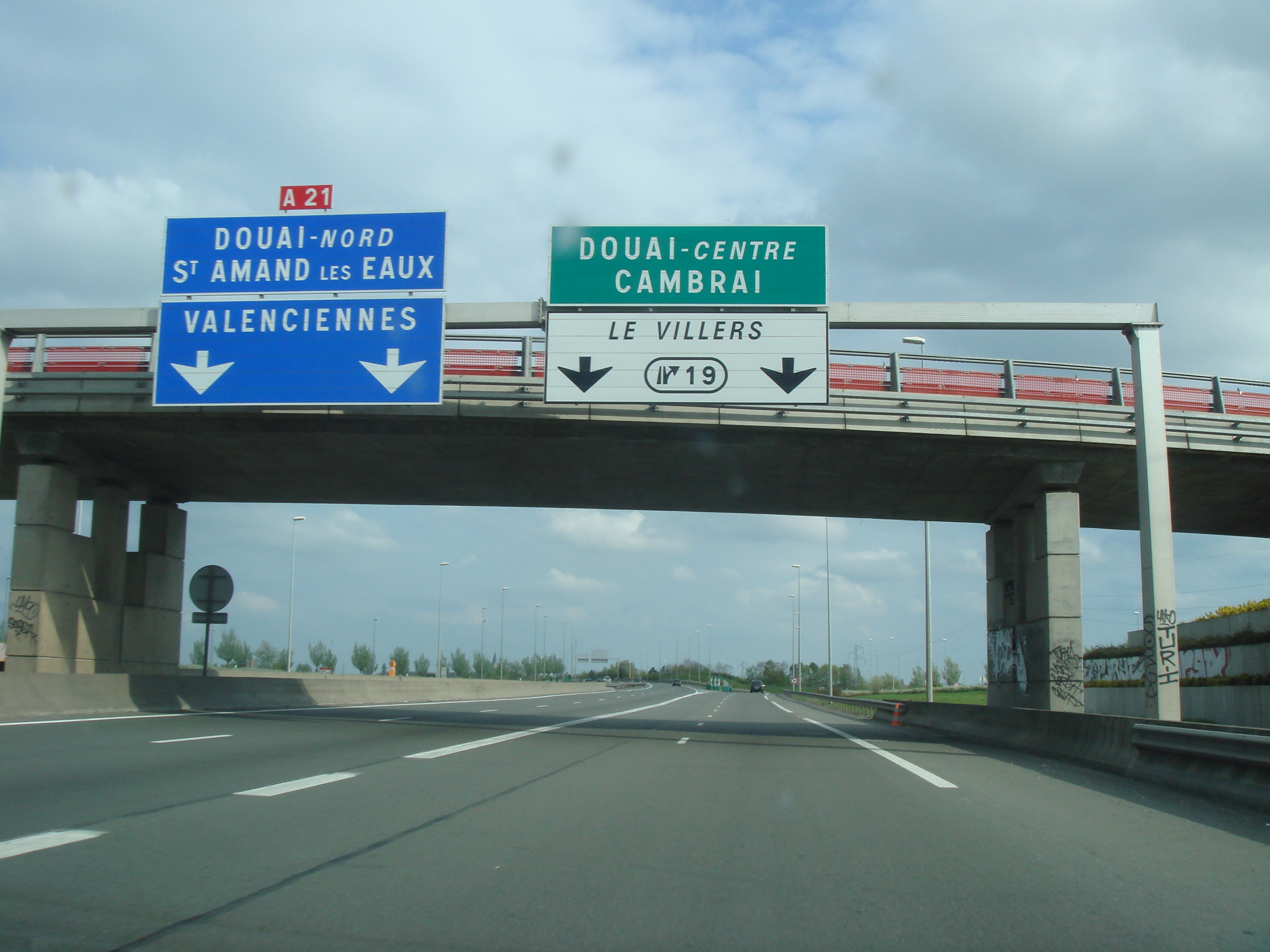
Jonction entre l'autoroute A 21 et la RN 421
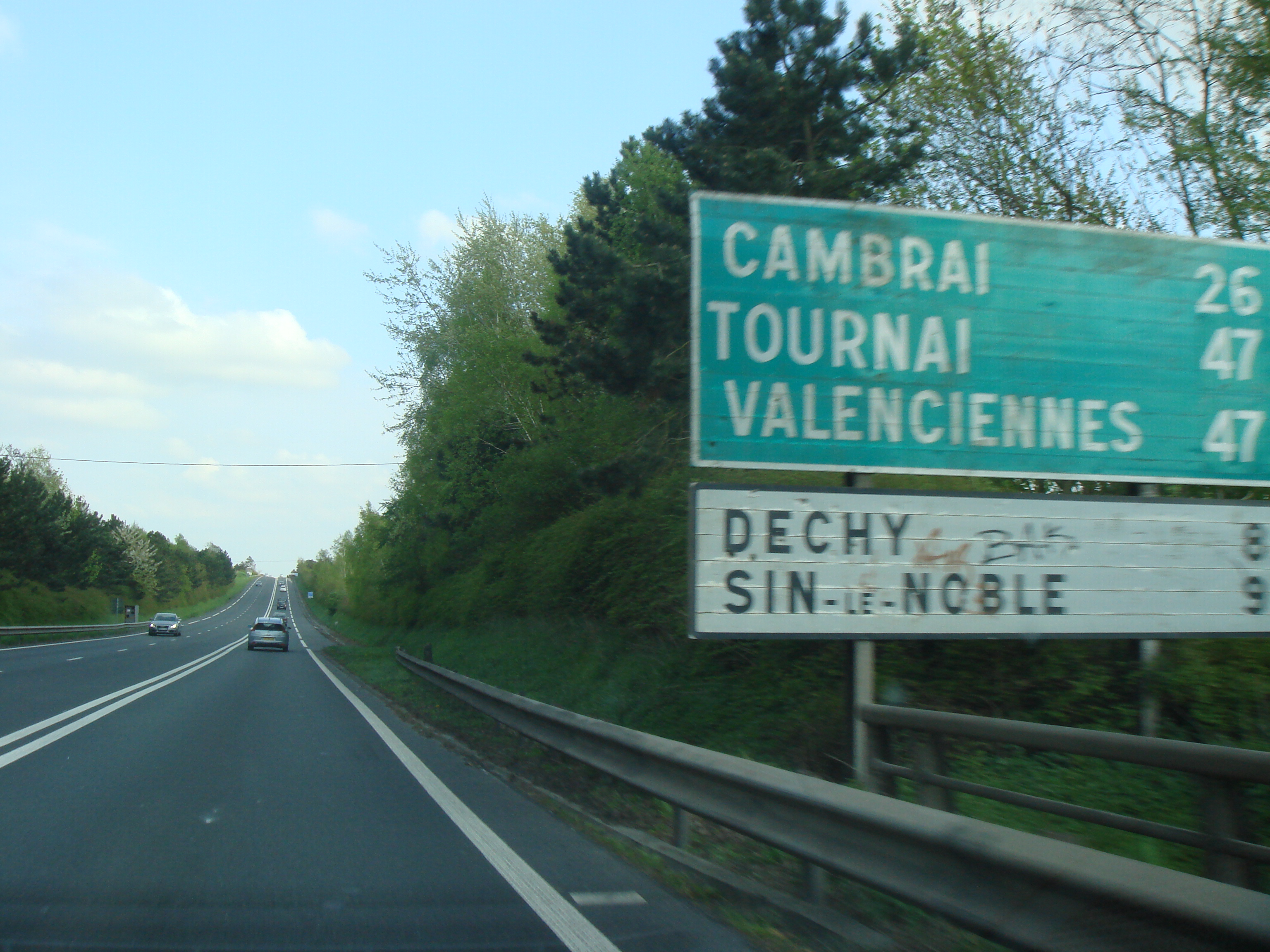
Panneau indicateur sur la RN 421
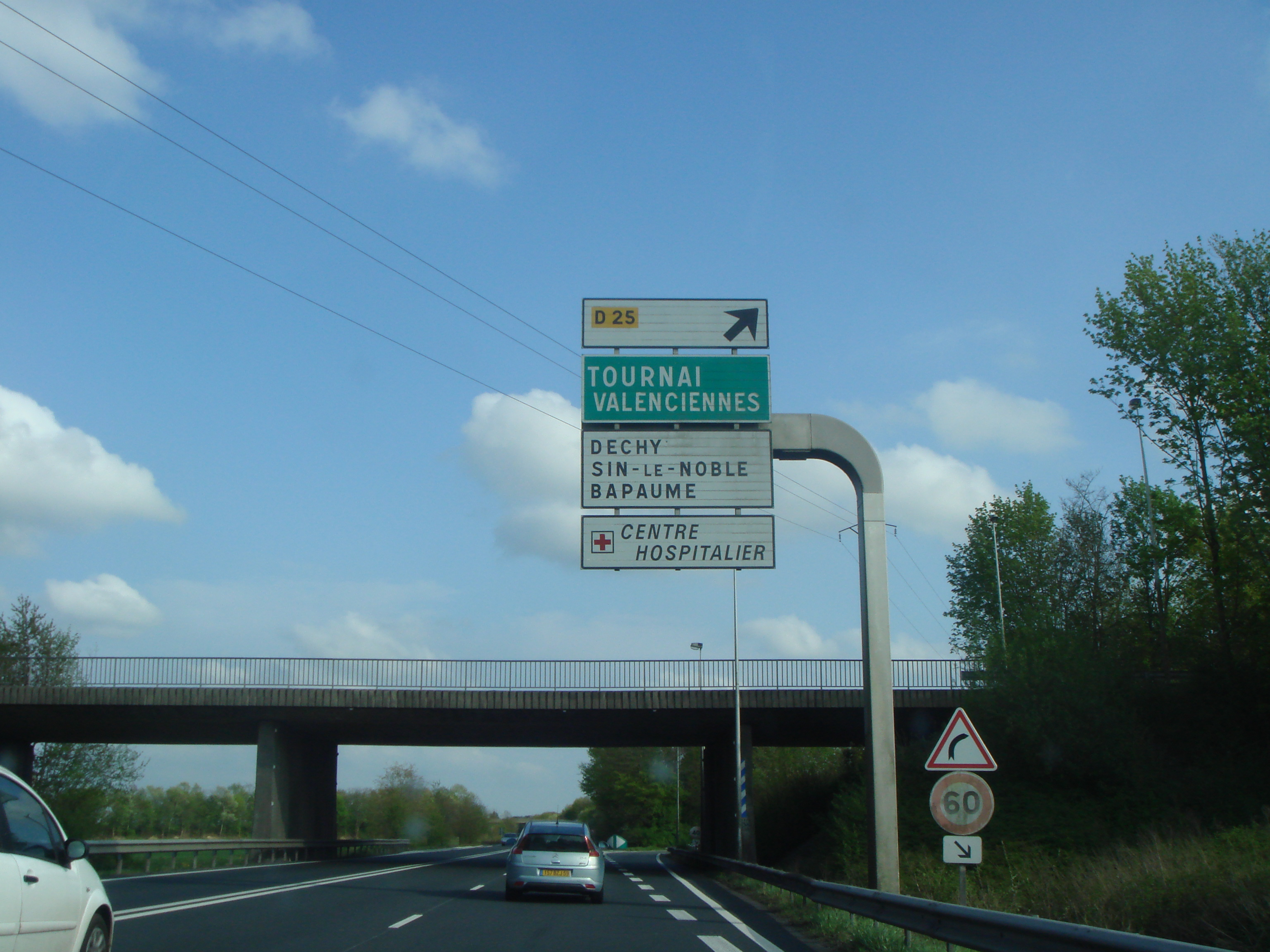
Sortie pour Tournai et Valenciennes

## Ancien tracé de Saverne à Brumath (RD 421)
Avant les déclassements de 1972, la RN 421 reliait Saverne à Brumath en passant par la RN 66. Elle a été déclassée en RD 421.
Voir l'ancien tracé de la RN421 sur GoogleMaps
- Saverne (km 0)
- Dettwiller (km 7)
- Wilwisheim (km 11)
- Hochfelden (km 16)
- Schwindratzheim (km 18)
- Mommenheim (km 22)
- Brumath (km 27)